# Valdepeñas (vino)

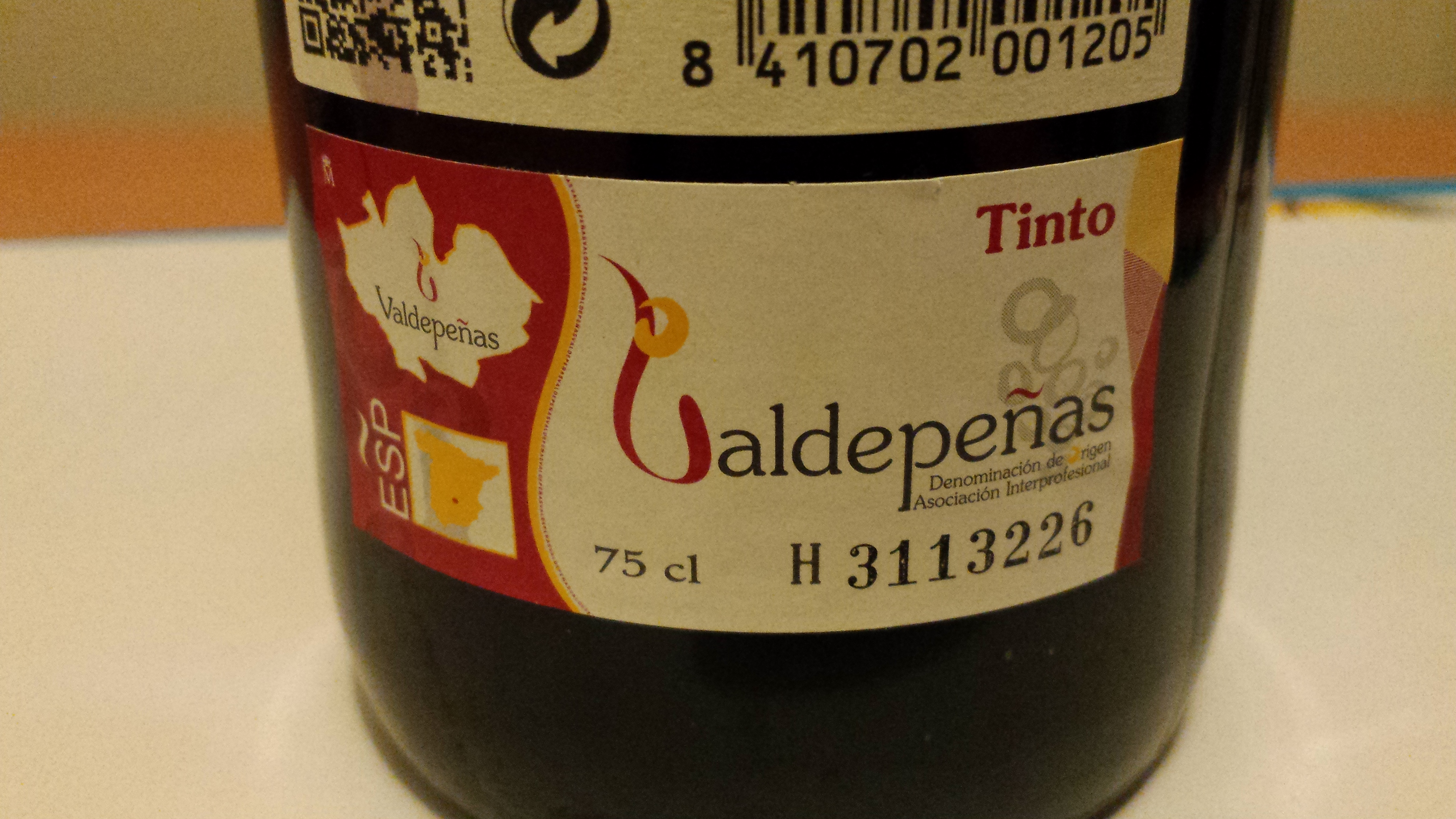
Etiqueta de la DO Valdepeñas

Valdepeñas es una denominación de origen protegida (DOP) de España. En la campaña 2009-2010 alcanzó el tercer lugar entre las denominaciones de origen españolas en volumen de ventas interiores para vino tinto. Sus vinos son apreciados entre profesionales y consumidores tanto en España como fuera de sus fronteras. 
La DOP Valdepeñas obtuvo su registro ante la Unión Europea el 13 de junio de 1986. También cuenta con registro ante la Organización Mundial de la Propiedad Intelectual desde 22 de junio de 2021.

## Historia
La tradición de Valdepeñas es la historia de sus viñedos, de sus frutos y sus vinos, escrita con pasión por gentes dedicadas al cultivo de la vid desde tiempos ancestrales. Su tradición vinícola se remonta al tiempo de los íberos, hecho constatado tras el hallazgo de materiales orgánicos relacionados con la producción del vino en el yacimiento Ibérico del Cerro de las Cabezas (s. IV-VII a.c.).
La ciudad de Valdepeñas es una fundación castellana de 1232 por la reina Doña Berenguela, cuando toda la zona sur de la Mancha se consolida tras las Navas de Tolosa. Durante estos años Valdepeñas se convirtió en una importante área de producción.
Cuando la corte del rey Felipe II se instala en Madrid (1561) se extiende la fama de la calidad del vino de Valdepeñas y desde ese momento entra a formar parte de la historia de la Villa. Allí se populariza su consumo de tal manera que los impuestos especiales sobre su comercio permiten al rey Carlos III, gran arquitecto de la capital, sufragar algunas de las obras más importantes de su reinado tales como la Puerta de Alcalá o la Puerta de Toledo. Ya en 1790 se habla de una producción anual de 200.000 arrobas de vino. Debido a la fama del vino valdepeñero, a finales del siglo XVIII se fue extendiendo en Madrid el nombre de Valdepeñas como forma de denominar al vino de La Mancha. Será el comerciante y almacenista valdepeñero Pedro Sánchez Trapero, afincado en Madrid, la primera persona en defender lo que hoy llamamos la denominación de origen del vino de Valdepeñas, a través de artículos publicados en el Diario de Madrid entre 1804 y 1815; y posteriormente a través de su propio periódico El Nuevo Diario de Madrid.
En este sentido, la construcción del ferrocarril en 1861 supone un importante paso adelante. El 29 de enero de 1895 se concede a Valdepeñas el título de ciudad. Se establece entonces un tren especial con salida de Valdepeñas y destino Madrid, compuesto por más de 25 vagones, llamado Tren del Vino, porque ésta era la única mercancía que transportaba.
Estos años en que el vino de Valdepeñas era degustado en Madrid, fueron también los de las grandes exportaciones a Filipinas, Cuba y Centroamérica a través del Puerto de Cádiz.
La importancia de los vinos de Valdepeñas llevó al Ministerio de Fomento a crear la Estación Enológica y Campo de Experimentación y, en 1925, la Federación Regional de Viticultores. Tres años más tarde, se constituye el Círculo Mercantil Vitivinícola, con el objetivo de defender y promocionar los vinos de la zona.
En 1930 la Junta Regional Vitivinícola se establece en Valdepeñas. El 8 de septiembre de 1932, el Estatuto del Viñedo (primera ley que regulaba el sector vitivinícola español) recoge y reconoce la zona de producción de Valdepeñas. De esta forma la Denominación de Origen Valdepeñas es una de las primeras zonas de producción y elaboración protegidas de nuestro país.
En 2020 se detecta un fraude que alcanza a casi el 50% de la producción certificada como vinos de crianza.

## Misión
La Denominación de Origen Valdepeñas es la institución que protege y defiende los intereses vitivinícolas de la Zona de Producción. En el año 2009 se reconoce como Asociación Interprofesional, lo que dota a la Denominación de Origen Valdepeñas de un marco estable donde se representa equitativamente a productores y transformadores - comercializadores.
Su objetivo es garantizar y reconocer una calidad diferenciada y, trasladarla tanto a los mercados nacionales e internacionales.

## Zona de producción
La zona de producción de la Denominación de Origen Valdepeñas se encuentra situada en el borde meridional de la meseta, limitada por la llanura manchega al norte, el Campo de Montiel  al este, el Campo de Calatrava al oeste y Sierra Morena al Sur. Atravesada por el río Jabalón de este a oeste, esta llanura manchega nos ofrece paisajes sembrados de viñedo que se extienden hasta una superficie de más de 24 000 hectáreas.
Los municipios incluidos son Valdepeñas, Alcubillas, Moral de Calatrava, San Carlos del Valle, Santa Cruz de Mudela, Torrenueva y parte de los términos municipales de Torre de Juan Abad, Granátula de Calatrava,  Alhambra y Montiel.
El 95% del viñedo total existente en la zona de producción está protegido por la Denominación de Origen Valdepeñas, distribuyéndose su cultivo en una proporción del 48% de varietales de uva tinta y en un 52% de uva blanca.

## Clima y suelo
Los vinos de la Denominación de Origen Valdepeñas acusan las características de una zona donde el clima registra temperaturas extremas y la tierra tiene unas propiedades favorables para el cultivo de viñedo de calidad.
Ubicada a una altitud media de 705 m s. n. m., los suelos son pobres en materia orgánica y de escasa fertilidad, circunstancia ideal para el cultivo de la vid. La región contiene abundancia de terrenos calizos, franco arenosos y de tierras arcillosas de color rojo amarillento, que alimentadas por las escasas precipitaciones de la zona (entre 200 y 400 litros  al año) dotan al cultivo de una gran resistencia. Interesantes desde el punto de vista de la viticultura son las laderas de los montes, con sustrato de cuarcitas y gran cantidad de piedras bajo las que se conserva muy bien la humedad mientras en su superficie se genera una gran diferencia térmica entre el día y la noche.
Con más de 2500 horas de sol al año y 300 días despejados, estas tierras de clima continental pueden superar temperaturas máximas de 40 °C y las mínimas de -10 °C e incluso inferiores, con una media anual de 16 °C. Estas características climáticas se traducen en unas uvas de buena maduración y por tanto, en una producción de vinos de mayor intensidad colorante, óptima estructura e potencia aromática.

## Variedades de uva admitidas
Existen muchas variables para diferenciar los vinos, pero la variedad de uva es la más relevante, ya que en las pieles u hollejos de la misma se generan la mayoría de aromas y sabores de un vino. 
En este punto vamos a realizar un pequeño resumen de las características de las variedades de uva admitidas por la Denominación de Origen Valdepeñas. 

### Variedades blancas
- Airén. Vinos limpios y brillantes de color amarillo pajizo pálido, a veces con algún tono dorado y pocas veces verdosos o acerados. Aromas de media a buena intensidad con tonos claramente frutales que recuerdan nítidamente la manzana o al plátano y en algunos casos con tenues matices a flores silvestres y almendrados. A la boca son secos o algo abocados, ligeros de cuerpo, con poco extracto, de sabor fresco no muy ácido.
- Macabeo. Demuestra un potencial aromático superior a la tradicional Airén. En nuestra región se considera muy conveniente tanto para vinos tranquilos como para vinos espumosos, su lenta oxidación hace estos vinos muy apropiados para su envejecimiento en madera. El vino es pálido y ligero con recuerdos a frutos verdes.
- Chardonnay. Da lugar a vinos elegantes con un potencial aromático importante y de gran finura, de color amarillo pálido, con característicos aromas primarios tropicales. Son vinos con buen cuerpo y estructura muy aptos para fermentar en barrica, con mucho cuerpo y estructura. Se aconseja que la uva no llegue con un alto grado Baumé porque pierde buena parte de su fragancia y finura.
- Verdejo. Se distingue por sus sabores agradablemente silvestres y frutales a la vez, con cierta estructura en boca, terminando con un final ligeramente amargo, pero con un fondo de dulcedumbre que dota al vino de su peculiar personalidad.
- Sauvignon Blanc. Está considerada como la variedad más fina después de la Chardonnay, vinos conocidos por su fuerte potencial aromático, que recuerdan a la hierba recién cortada. Debe de elaborarse con la intención de obtener un producto no muy alcohólico y de esta manera desarrollará todo su potencial y buenas cualidades, resultando vinos con apreciable acidez, de bonito color amarillo paja.
- Moscatel de Grano Menudo. Su principal diferencia con respecto a otras moscateles es el pequeño tamaño de la uva. Resultan vinos que destacan por su alto potencial aromático, que recuerdan flores y frutas. Presenta buena aptitud para su mezcla con otras variedades menos aromáticas.

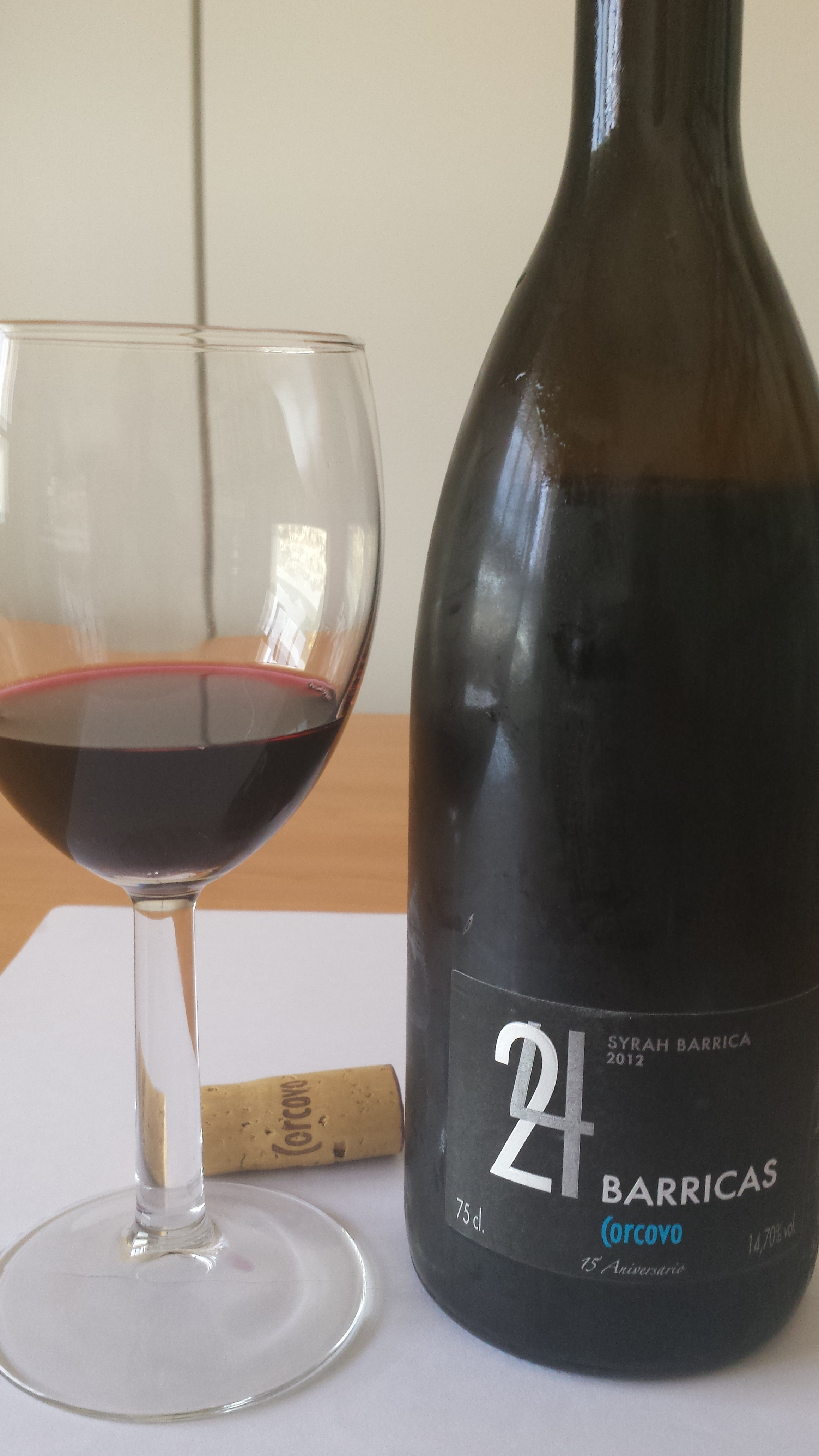
Un vino monovarietal 100% syrah de la DO Valdepeñas

### Variedades tintas
- Cencibel o Tempranillo. Es dentro de las variedades autóctonas la más apta para vinos de crianza de gran calidad. Asimismo, ha demostrado ser muy válida para vinos jóvenes cuando son elaborados para este fin, su versatilidad la hace también excelente para rosados.
- Garnacha. Es una variedad que se destina principalmente a la elaboración de vinos jóvenes y rosados, debido a que en general predominan en ella los antocianos sobre los taninos, no resultando aptos para el envejecimiento, salvo que se mezclen con otras variedades tintas. El vino resultante tiene aromas de fino dulzor, con tonos de fruta roja madura y flores.
- Cabernet Sauvignon. Variedad ideal para vinos de crianza por la buena estructura que comportan con una acidez total alta y riqueza tánica muy apreciable, resultando vinos de color intenso y aromas penetrante a violetas y bayas.
- Merlot. Resultan vinos de gran calidad que en cupage con otras variedades de nuestra Denominación de Origen pueden mejorarlas, sobre todo con la Cabernet Sauvignon y la Cencibel. Los varietales resultan elegantes con bellos tonos frambuesa, sus aromas nos recuerdan a las almendras, con un paso de boca limpio.
- Syrah. Variedad de la que se están obtenidos excelentes vinos en nuestra Denominación de Origen, son densos equilibrados y de larga vida, con aromas complejos de gran riqueza en matices, su paso de boca es elegante percibiendo cierta astringencia que no entorpece su disfrute.
- Petit Verdot. Es buena variedad para coupage que participando tan solo en un 10 % de la mezcla resalta los aromas, color, ácido y tanino de los vinos.

## Vinos

### Vinos blancos
- Joven - Maceración Carbónica - Fermentado en Barrica. Fase visual: Color amarillo pálido hasta pajizo con tonalidades verdosas o ambarinas. Fase olfativa: Aromas primarios característicos de cada variedad. Afrutado de intensidad media para los blancos jóvenes, de intensidad media- alta para los de maceración carbónica y más complejos para los fermentados en barrica. Fase gustativa: Se muestra suave, ligero, afrutado y equilibrado en su estructura.
- Roble. Barrica: Mínimo 3 meses. Fase visual: Color amarillo pajizo con tonos dorados o verdosos. Fase olfativa: Aroma complejo, con ligeras notas propias de su paso por barrica. Fase gustativa: Se muestra suave, equilibrado, con volumen y persistencia.
- Crianza. Barrica: Mínimo 6 meses. Fase visual: Color amarillo con tonalidades ambarinas y reflejos dorados. Fase olfativa: Aroma de intensidad media con toques avainillados y tostados. Fase gustativa: Suave, equilibrado, con volumen y postgusto de media duración.

### Vinos tintos
- Joven - Maceración Carbónica - Fermentado en Barrica. • Fase visual: De color rojo picota, morado hasta cereza, limpio, brillante y de buena capa. Fase olfativa: Aroma a frutos rojos maduros propios de la variedad de que proceden. En los fermentados a barrica reminiscencias a madera. Fase gustativa: Carnosos, seco, equilibrada expresión tánica, acidez media-alta y agradable postgusto.
- Roble. Barrica: Mínimo 3 meses. Fase visual: color rojo cereza con tonos granates o violáceos, y de buena capa. Fase olfativa: Aroma limpio de intensidad media, de frutos rojos y aromas propios de su paso por barrica.
- Crianza. Barrica: Mínimo 6 meses. Fase visual: Color rojo intenso cereza o picota, con tonos cárdenos. Fase olfativa: Aroma limpio, intenso a fruta madura con toques de su paso por barrica. Fase gustativa: Sabor intenso, agradable paso de boca con recuerdo a fruta madura, y postgusto de media duración.
- Reserva. Barrica: Mínimo 12 meses. Fase visual: Color rojo granate, con tonos ocres, limpio, fluido y de capa media-alta. Fase olfativa: Olor intenso a frutas maduras, especias, propios de su evolución en botella. Fase gustativa: Equilibrado en paso de boca, redondo, aterciopelado, con sabores a vainilla y postgusto largo.
- Gran Reserva. Barrica: Mínimo 18 meses. Fase visual: Color rojo rubí con tonalidades mate atejado, y de capa media-alta. Fase olfativa: intenso, complejo, especiado y de buena evolución en botella. Fase gustativa: Carnoso, aterciopelado, redondo, armonioso y de postgusto largo.

### Vinos rosados.
Fase visual: Color rosado con matices rojos y violetas. Fase olfativa: Aroma de intensidad media, limpio fresco, afrutado y con reminiscencias a frutos rojos.  Fase gustativa: Franco en paso de boca que recuerda a frutas rojas, acidez media-alta.

### Espumosos
Fase visual: Con tonos pálidos o dorados y brillantes. Burbuja fina y persistente. Fase olfativa: Aromas limpios y frutales de intensidad media. Fase gustativa: Amplios y equilibrados.

### Vinos semisecos, semidulces y dulces
Fase visual: Semejante a la de los vinos secos de la misma variedad. Fase olfativa: Semejante a la de los vinos secos de la misma variedad. Fase gustativa: Semejante a la de los vinos secos de la misma variedad.

## Añadas

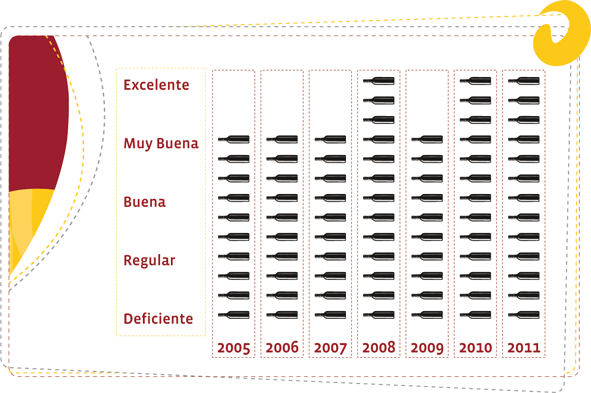

| Año  | Añada      | Año  | Añada      |
| ---- | ---------- | ---- | ---------- |
| 1970 | Buena      | 1971 | Deficiente |
| 1972 | Regular    | 1973 | Muy Buena  |
| 1974 | Regular    | 1975 | Buena      |
| 1976 | Deficiente | 1977 | Regular    |
| 1978 | Deficiente | 1979 | Deficiente |
| 1980 | Muy Buena  | 1981 | Excelente  |
| 1982 | Buena      | 1983 | Muy Buena  |
| 1984 | Excelente  | 1985 | Regular    |
| 1986 | Buena      | 1987 | Muy Buena  |
| 1988 | Muy Buena  | 1989 | Excelente  |
| 1990 | Muy Buena  | 1991 | Muy Buena  |
| 1992 | Buena      | 1993 | Excelente  |
| 1994 | Buena      | 1995 | Muy Buena  |
| 1996 | Muy Buena  | 1997 | Buena      |
| 1998 | Muy Buena  | 1999 | Buena      |
| 2000 | Muy Buena  | 2001 | Muy Buena  |
| 2002 | Muy Buena  | 2003 | Muy Buena  |
| 2004 | Excelente  | 2005 | Muy Buena  |
| 2006 | Muy Buena  | 2007 | Muy Buena  |
| 2008 | Excelente  | 2009 | Muy Buena  |
| 2010 | Excelente  | 2011 | Excelente  |